# サエントリー・アルベルト
サエントリー・アルベルト（スーエントリー・-、Suently Alberto、1996年6月9日 - ）は、オランダ・ロッテルダム出身のサッカー選手。ポジションはDF。

## 経歴

### クラブ
ヨングPSVアイントホーフェンでプロデビューを果たし、2014-15シーズン、ヘラクレス・アルメロとのリーグ戦でトップチームデビューを飾った。

### 代表
ユースではオランダ代表を選択したが、フル代表ではキュラソー代表を選んだ。2017年10月10日、カタール代表との親善試合でデビューした。